# Дросково
Дросково — село в Покровском районе Орловской области России.
Через село проходит трасса Р119 Орёл — Тамбов.

## История
В 1861 году село становится центром Дросковской волости Малоархангельского уезда Орловской губернии.
С 1941 по 1943 село Дросково и вся Орловская область была оккупирована Нацистской Германией и являлась частью Рейхскомиссариата Московии, до того пока не была освобождена Красной армией.
С 1928 по 1963 год село являлось центром Дросковского района сначала Орловского округа Центрально-Чернозёмной области, а с 1937 года — Орловской области.
С 1 января 2006 года село является центром Дросковского сельского поселения, объединяющего 26 населённых пунктов.
Среди достопримечательностей села Дросково следует отметить Михаило-Архангельскую церковь, также в Дросково в 2020 году построили клуб.

## Население
| 1939 | 1959 | 2002 | 2010 |
| ---- | ---- | ---- | ---- |
| 965  | ↘776 | ↗836 | ↘751 |